# 魔王 (伊坂幸太郎)
『魔王』（まおう）は、伊坂幸太郎による日本の小説。
安藤が主人公の「魔王」、その五年後の世界を描いた「呼吸」の二つの中編で構成されている。
「魔王 JUVENILE REMIX」のタイトルで大須賀めぐみ作画で漫画化され、『週刊少年サンデー』（小学館）で連載された。

## 概要
2004年12月刊行『エソラ vol.1』（講談社）に掲載された「魔王」と、2005年7月刊行『エソラ vol.2』に掲載された「呼吸」を収録した単行本が、2005年10月20日に講談社より発売された。2008年9月12日には、講談社文庫が発売された。
2023年1月17日、講談社文庫の新装版が発売された。カバーのメインビジュアルは一般公募を行い、蓮村のイラストが選ばれた。
自分自身の作品への満足度と読んだ人たちの反応の差に思い悩んでいた伊坂が、「深く考えても仕方ないから、自分の好きなように書いてしまおう」と執筆したのが中編「魔王」であり、これまでの作品で伊坂が読者に好意的に受け止められていると感じていた「伏線を生かした結末」「意外性」「爽快感」を、本作では意図的に削っている。

## あらすじ
会社員の安藤は弟の潤也と二人で暮らしていた。自分が念じれば、それを相手が必ず口に出すことに偶然気がついた安藤は、その能力を携えて、一人の男に近づいていく。

## 登場人物
安藤
「魔王」の主人公。会社員。
交通事故で両親を失ってから、弟の潤也と二人で暮らしている。
幼少期に見たアメリカのドラマ『冒険野郎マクガイバー』の影響で、「考えろ」と呟きながら考察する癖があることから考察魔と呼ばれる。
自分が思った事を相手に喋らせることができる『腹話術』の能力に気付き、様々な要因が重なり一人の男に接近することを決意する。
安藤潤也
安藤の弟。明るく、自分の考えを持ち芯の強い所がある。
「呼吸」では詩織と結婚し、仙台に移住し猛禽類の調査をする仕事をしている。
「魔王」の話以後、じゃんけんに負けなくなった事から、ある能力に気付く。
詩織
潤也の恋人。「呼吸」の主人公で、その時には潤也と結婚し、ともに仙台に移住し、派遣社員として働いている。
電気を消す音を聞くと、たとえ睡眠時であっても「消灯ですよ」と言う癖がある。
犬養舜二
未来党の党首で国会議員。政治に興味のない若い世代など、人を引き付ける魅力を持つ。
テレビの討論番組で、「五年で立て直す。無理だったら私の首をはねろ」という発言の旨をする。
宮沢賢治の作品を愛読しており、その事からある人物に神曲を愛読していたムッソリーニとの共通点があると考察されている。
「呼吸」では内閣総理大臣になっている。
ドゥーチェのマスター
安藤が通うドゥーチェというバーのマスター。
島
安藤の大学時代の友人。電車の中で、偶然安藤と再会する。
大学時代は長髪だったが、営業社員をしていた再会時には「暑いから」という理由で短髪になっている。
「呼吸」にも登場し、未来党の党員活動をしている。その時には、再び長髪になっている。
巨乳と女子高生が好き。
満智子
安藤の同僚。安藤の隣の席を使用している。
平田
安藤の勤める会社の先輩。40代前半で離婚歴のある独身男性。気が弱い。
アンダーソン
安藤の友人。
日本人のOLと恋に落ち結婚。会社を辞め、英会話教室を営んでいる。
アメリカ出身だが、日本に帰化している。日本名はあるが、誰もその名では呼ばない。
妻とは帰化が認められた半年後に死別している。
田中
サッカー日本代表の中盤の要と言われる選手。
日本対アメリカの親善試合の後、アメリカ人によって殺害される。
蜜代
「呼吸」に登場。詩織の同僚。
詩織からは「蜜代っち」と呼ばれ、詩織の事を「詩織っち」と呼ぶ。
憲法九条の改正に批判的な意見を持つ。
赤堀
「呼吸」に登場。詩織の同僚で、1歳下の27歳。
憲法九条の改正に肯定的な意見を持つ。
大前田
「呼吸」に登場。詩織の上司。

## 書籍情報
- 単行本：2005年10月20日発売、講談社、ISBN 978-4-06-213146-9
- 文庫本：2008年9月12日発売、講談社文庫、ISBN 978-4-06-276142-0、巻末解説：斎藤美奈子
- 文庫本【新装版】：2023年1月17日発売、講談社文庫、ISBN 978-4-06-526946-6、巻末解説：斎藤美奈子・大森望